# Bruno I de Colonia
Bruno el Magno (o Bruno I) (925–965) fue arzobispo de Colonia, desde el 953 hasta su muerte, y duque de Lotaringia a partir del 954. Era hermano de Otón I.

## Orígenes familiares
Bruno era el hijo menor de Enrique I el Pajarero y de su segunda esposa Matilde de Ringelheim. Por línea paterna era nieto del duque de Sajonia, Otón I el Ilustre y de su esposa Hedwiga. Por línea materna era nieto del conde de Westfalia, Teodorico (Dietrich) y de Ranilde de Frisia.

## Arzobispo y Duque
En su infancia ya se decidió que haría carrera eclesiástica, por lo que recibió una educación en consonancia. El año 951, Otón le nombró capellán oficial de su corte.
En 953 el cargo de arzobispo de Colonia quedó vacante, al mismo tiempo que Conrado el Rojo, duque de Lotaringia y yerno de Otón se había unido a una rebelión contra Otón. Al designar a Bruno para el cargo vacante, Otón se aseguraba un poderoso aliado contra Conrado en Lotaringia (la mayor parte de la Lotaringia quedaba dentro del territorio de la archidiócesis), justo en el momento en que más falta le hacía tener un aliado. Al cabo de un año la rebelión había fracasado. Otón cesó a Conrado del cargo de Duque de Lotaringia y nombró a Bruno en su lugar.
Bruno sería el último duque que tuviese bajo su poder toda la Lotaríngia: el 959 dos nobles, Godofredo I y Federico I, fueron designados respectivamente margrave de la Baja Lotaringia y de la Alta Lotarangia. Ambos margraves fueron nombrados duques tras la muerte de Bruno. Los dos ducados sólo volverían a estar unidos durante un breve periodo, entre 1033 y 1044, con el duque Gotelón.
La unión de los dos cargos, arzobispo y duque, en una misma persona, convirtió a Bruno en el hombre más poderoso después de Otón I, no sólo dentro de sus territorios sino también fuera de sus fronteras. Después de la muerte de Luis IV de Francia en 954 y de Hugo el Grande en 956, se convirtió en el señor feudal más importante, ya que era cuñado de ambos y, por tanto, tío de los respectivos herederos: Lotario de Francia que sería el nuevo rey, y Hugo Capeto, del que fue consejero y además regente desde el 961 ocupándose del reino durante las estancias del rey en Italia.
Bruno murió en Reims el 965 y fue enterrado a las afueras de Colonia en la iglesia del monasterio de San Pantaleón, que había sido fundado por él mismo.

## Potestades de Bruno
Los cargos que poseía le atribuían competencias similares a las de los reyes de su tiempo. Otón delegó en Bruno y sus sucesores en el arzobispado algunos privilegios reales, como el derecho a construir fortificaciones o a establecer plazas de mercado, el derecho de acuñar moneda, a cobrar impuestos propios y a quedarse el dinero recogido de los judíos, a cambio de la promesa de protección y del recaudado por las aduanas situadas en los vados del Rin. Y aunque los sucesores de Bruno en el arzobispado ya no llevaron el título de duques, serían los auténticos gobernantes de Colonia hasta la batalla de Worringen que tendría lugar tres siglos más tarde.

## La Corte de Colonia
La corte de Bruno en Colonia llegó a ser el principal centro intelectual y artístico de su tiempo; bastante más importante que la de su hermano Otón, que era un hombre de inclinaciones más orientadas hacia el ámbito militar y los viajes. Entre los personajes vinculados a la corte de Bruno estaban Raterio de Verona y Liutprando de Cremona . Muchos de los que serían la siguiente generación de altos cargos eclesiásticos de Lotaringia fueron educados en la corte de Colonia, entre los que podemos citar a Everaclus de Lieja, el obispo Gerardo de Toul , Wikfrid, obispo de Verdun, y el obispo Theodorico de Metz. Bruno transformó la ciudad medieval de Colonia, mandando construir un palacio arzobispal y haciendo ampliar la catedral, de manera que el conjunto arquitectónico rivalizaba con la Antigua basílica de San Pedro de Roma. De esta catedral construida en tiempos de Bruno ya no queda nada, puesto que sufrió un incendio en 1248 y fue sustituida por la actual. También fue el responsable de que se incluyera dentro de la fortificación de la ciudad el área comprendida entre la antigua muralla romana y el río. En esta área hizo construir una iglesia dedicada a San Martín de Tours; hacia el norte de la ciudad otra dedicada a San Andrés Apóstol y hacia el suroeste un monasterio benedictino en honor a san Pantaleón.
Bruno hizo trasladar el 964 las reliquias de san Patroclo desde Troyes y las hizo enterrar en Soest, donde aún hoy en día se venera a este santo.
Fue proclamado santo por la Iglesia católica. Su onomástica se celebra el 11 de octubre.